# 千葉県工業系高大連携協定
千葉県工業系高大連携協定（ちばけんこうぎょうけいこうだいれんけいきょうてい）は、千葉県内にある工業系の高等学校と大学の間で結ばれた教育連携協定。略称は「高大連携」。

## 概要
2004年（平成16年）3月11日、千葉県高等学校工業教育研究会に加盟する11の高校と、理工系7大学が工業教育の振興を図るべく締結した包括的高大連携教育協定である。
千葉県立市川工業高等学校が千葉県工業系高大連携推進委員会の事務局校を務めている。
主な高大間の連携は以下の通り。
- 高大連携開放科目の聴講
- 開放科目の科目の履修
- 大学教員による出前授業の開催
- 大学の実験施設見学会の開催
- 大学生との共同研究
- 高大連携プログラムへの教員参加
- 高校での公開授業での教育実習生の受け入れ
- 公開実験など

## 年表
- 2004年3月11日　千葉県工業系高大連携協定締結（加盟校は高校11・大学7）

## 加盟校

### 高等学校
公立
- 千葉県立市川工業高等学校
- 千葉県立京葉工業高等学校
- 千葉県立千葉工業高等学校
- 千葉県立清水高等学校
- 千葉県立下総高等学校
- 千葉県立東総工業高等学校
- 千葉県立茂原樟陽高等学校
- 千葉県立館山総合高等学校
- 銚子市立銚子高等学校

私立
- 千葉経済大学附属高等学校

### 大学
私立
- 千葉工業大学
- 帝京平成大学
- 東京情報大学
- 東京電機大学情報環境学部
- 日本工業大学
- 日本大学理工学部
- 明海大学